# Себт-Азіз – Ксар-Бухарі – Берруагія
Себт-Азіз – Ксар-Бухарі – Берруагія – газопровід на півночі Алжиру. 
Наприкінці 2000-х років ввели в дію трубопровід Сугер – Аджре-Енну, від якого також проклали численні відгалуження, що забезпечують споживачів ряду вілаєтів. Зокрема, в 2007-му запустили газопровід від Себт-Азіз до Ксар-Бухарі довжиною 36 км та діаметром 500 мм. Його продовженням є ділянка до ТЕС Берруагія довжиною 49 км з діаметром 500 мм та робочим тиском 7 МПа.  
Водночас, ТЕС Берруагія також може отримувати живлення від трубопроводу Баріка – М'Сіла – Бугезуль, також відомого як Схід – Захід (можливо відзначити, що Бугезуль лежить лише за два десятки кілометрів на південний схід від Ксар-Бухарі).